# Juhász József (költő)
Juhász József (Szentistván, 1914. március 18. – 2003. október 9.) író, költő, festőművész. Borsod-Abaúj-Zemplén megye irodalmi életének ismert alakja volt.

## Családja
Juhász József 1914. március 18-án született a bükkaljai Szentistvánon. Édesapja Juhász Alajos földművelő, napszámos, majd később gyári munkás, édesanyja Tóth Anna háztartásbeli volt. Testvérei: Mária (1906–1982), Lajos (1911–1983), Ferenc (1919–2016). A négy gyerek közül József harmadikként született. A családdal együtt élt az anyai ági nagymama Cseh Anna, aki a költőt és testvéreit meleg szeretettel vette körül. Önéletrajzában is megemlékezik a nagymama különlegesen jó természetéről.

## Gyermekkora és tanulóévei
Gyermekkora nagy részét szülőfalujában, Szentistvánon töltötte. Bár nagy szegénységben éltek, mégis szívesen idézte fel élményekben gazdag „pendelyes éveit”. A szülőfalu, a közeli Mezőkövesd és az egész környék, a Matyóföld a legfontosabb kötődést jelentette a költő számára. Lélekben sosem tudott elszakadni szülőföldjétől, amelynek köszönhetően utolsó éveiben Miskolcról visszaköltözött szülőfalujába, Szentistvánra. A család felemelkedése főként az édesapa haladó gondolkodásának köszönhető, aki megjárta Amerikát és Miskolcon gyári munkásként dolgozott. Ő volt az, aki felismerte a falusi élet elmaradottságát és a városi életben rejlő fejlődés lehetőségeit. Elhatározta, hogy legalább egy szakma erejéig kitaníttatja gyermekeit. Így került az író 1925 őszén Miskolcra, a diósgyőri polgári középiskolába. Az intézményben töltött évek meghatározóak voltak számára: itt fedezték fel rajztehetségét, itt érték első irodalommal kapcsolatos élményei és később sikerei is. 1929-ben az egész család Diósgyőrbe költözött. A diósgyőri polgári elvégzése után édesapja asztalos tanoncnak adta. A három év tanoncidőt több mesternél töltötte, ahonnan 1932. szeptember 3-án szabadult.

## Munkássága
Első versét 1928. március 29-én írta, címe: Március 15. Publikált a Nagydiósgyőr című lapban, majd a Holnap című lap munkatársaként dolgozott. A Diósgyőri Vas- és Acélgyár dolgozója volt, majd érettségi után, 1947-től, könyvelői feladatokat látott el ugyanott.
1949-ben kiadták első verseskötetét Kérdések kélnek címmel.
Már fiatal éveiben megmutatkozott tehetsége a rajz és festészet területén is. Legszívesebben akvarelleket festett. A festés mindig kikapcsolódás és töltekezés volt a számára, amely alkotói forma végig kísérte egész életében.
Az 50-es években az Országos Képzőművészeti Alap nyilvántartásba vette mint festőművészt, Budapesten két kiállítása is volt ekkor.

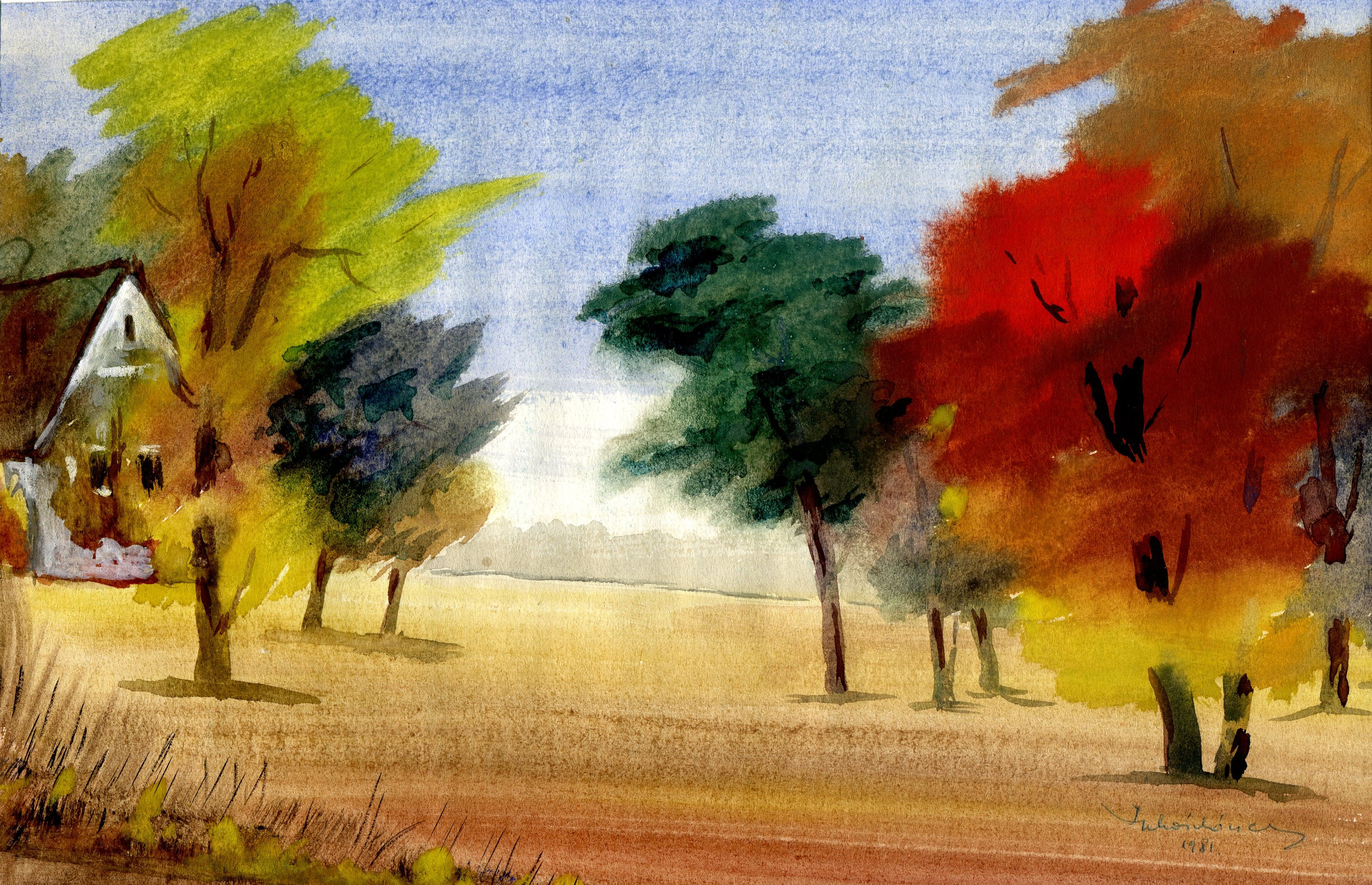
Juhász József akvarell

1951-ben a Magyar Írószövetség Borsod-Abaúj-Zemplén megyei csoportjának alapítója volt. A csoport kiadta a Kohó című antológiát, majd a Széphalom című folyóiratot. Ennek melléklete az 1956-os Kilátó, amely fontos szerepet kapott az 1956-os forradalom miskolci eseményeiben. 1956 októberében az LKM (Lenin Kohászati Művek) munkástanácsának tagja volt. A forradalom bukása után néhány napra börtönbe zárták. Vallatóival nem működött együtt, ezért hosszú időn keresztül nem publikálhatott. Újabb verseskötete csak 1972-ben jelent meg Megindult tájak címmel. A Nehézipari Műszaki Egyetemen működő, de a Magyar Tudományos Akadémia alá tartozó Olajbányászati Kutató Laboratórium főkönyvelőjeként dolgozott 1960 és 1974 között.
A 80-as évek elejétől megjelenhettek írásai a Napjaink című folyóiratban, a Diósgyőri Munkás és az Észak-Magyarország című újságban.
Első házasságából két gyermeke született: Mária és Dénes. Második felesége halála után visszavonult szülőfalujába. Idős korában Szentistvánon otthonra és békére talált harmadik felesége oldalán, aminek köszönhetően haláláig aktív életet élt és alkotott. Nyolcvankilenc éves korában hunyt el.
Tizenöt kötete jelent meg, köztük egy szociográfia, két műfordítás, három prózai mű.

## Verseskötetei
- Kérdések kélnek. Miskolc, 1949
- Megindult tájak. Budapest, Táncsics Könyvkiadó, 1972
- Két part között. Budapest, Magánkiadás, 1983. ISBN 963 500-205-X
- Arc a tenyérben. Budapest, Új Kilátó Irodalompártoló Egyesület, 1989. ISBN 963 01 9682 4
- Lélek a kereszten. Budapest, Alterra, 1997. ISBN 963 9032 212
- Alku világosságért. Budapest, Littera Nova, 1999. ISBN 963-9212-04-0, a könyvön hibásan 963-9212-04-4
- Fénytelen szertartás. Budapest, Alterra, 2001. ISBN 963 9324 027
- Törés. Budapest, Photo N Bt., 2002. ISBN 963 2023 56 0
- Végszó. Budapest, Photo N Bt., 2003. ISBN 963 210 868 X

## Prózai művei
- Nyújtott lépésben. Miskolc, Borsod-Abaúj-Zemplén m. levéltár, 1986. ISBN 963-01-7377-8, a könyvön hibásan 963 01 7377 1
- A szülőföld fogságában. Mezőkövesd, Matyóföldi Alkotók és Művészetpártolók Egyesülete, 2000. ISBN 963 00 2576 0
- Szerelmek és háborúk. Budapest, Photo N Bt., 2001. ISBN 963 007313 7
- Ledöngölt történelem. Budapest, Photo N Bt., 2003. ISBN 963 204 574 2

## Műfordítások
- Nyitott seb. Budapest, Photo N Bt., 2002. ISBN 963 9032 21 2
- Lázerdő Budapest, Photo N Bt., 2003. ISBN 963 0053 08 X